# Ampere (Renault)
Ampere — це компанія з виробництва електромобілів і програмного забезпечення, заснована у 2023 році Groupe Renault в рамках третьої фази її плану відновлення «Renaulution». Renault спочатку планувала виділити Ampere і продовжити IPO, але скасувала ці плани в січні 2024 року, але працює як автономний бізнес.  Ampere збирається розробляти та постачати транспортні засоби, спочатку для Renault.
Анонсований 8 листопада 2022 року Ampere є частиною планів Луки де Мео «оновити», згідно з якими компанія переорієнтується на те, що він називає «автомобільною компанією нового покоління».
Розробляючи Ampere як власну компанію, Groupe Renault заявляє, що створює «перший чистий електричний і програмний програвач, який народився в результаті руйнування OEM».

## Платформи

### AmpR Small
Раніше відома як платформа CMF-B EV.
- Renault 5 E-Tech
- Renault 4 E-Tech
- Nissan Micra EV
- Renault Twingo EV

### AmpR Medium
Раніше відома як платформа CMF-EV.
- Nissan Ariya
- Renault Megane E-Tech
- Renault Scenic E-Tech

## Історія
Renault планувала вивести компанію на Паризьку фондову біржу з другої половини 2023 року, зберігши контрольний пакет акцій.  Однак 29 січня 2024 року скасував плани IPO, посилаючись на «поточні умови ринку акцій».
У жовтні 2023 року Mitsubishi оголосила, що інвестує до 200 мільйонів євро (213 мільйонів доларів) в Ampere.

## Пропоновані моделі

### У виробництві
- Renault Mégane E-Tech (2022–дотепер)
- Renault Scenic E-Tech (2024–дотепер)
- Renault 5 E-Tech (2024–дотепер)

- Renault 4 E-Tech (2025–дотепер)
- Nissan Micra EV (2025―дотепер)

### Майбутні
- Mitsubishi EV хетчбек (2025)